# جبال الأنكير
جبال الأنكير مجموعة جبال تقع في هضبة نجد وسط المملكة العربية السعودية.

## تضاريس الجبل
هي مجموعة من الجبال والتلال الصخرية الصلبة التي يغلب عليها الجرانيت وتجري الشعاب والأودية فيما بينها٬ تتسع أحيانًا، وتزينها أشجار الطلح والسمر متداخلة مع التكوينات الحجرية الجميلة والطريفة أحيانًا أخرى٬ ويمكن الوصول إليها عبر طريق معبد ينعطف من طريق الرياض - مكة المكرمة بعد القويعية متجهًا ناحية الجنوب٬ لكن لا بد من النزول من الطريق المعبد عند الوصول إليها.